# 滝山敏郎
滝山 敏郎（たきやま としろう、1943年 - ）は、日本の英語教育者・教育事業家。代々木ゼミナールや東進ハイスクールで大学受験英語を指導し、独自の「ピックアップ方式速読法」で知られる。1990年代以降は教育コンサルティング会社「教師アカデミー」を主宰し、教員研修や教材開発に携わる。代表的著書に『英語長文の完全征服』（ナガセ、1991年）がある。

## 経歴
- テネシー州立大学に学ぶ。
- 元全国英語研究団体連合理事[要出典]
- 元京都私立中学・高等学校英語研究会会長[要出典]
- 元英検2級面接官
- テネシー州名誉州民[要出典]
- サウスダコタ州名誉州民
- ナッシュビル名誉市民

### 教師歴（学校）
- 大阪工業大学講師
- 園田学園女子大学講師
- 小学校教員
- 中学校教員
- 高等学校教頭

### 予備校講師としての活動（1970年代 – 1990年代）
- 1970年代前半、代々木ゼミナール英語科講師に就任[1]。
- 1980年代には東進ハイスクール衛星授業「英語長文読解」を担当し、年間のべ受講生数は約1万5千人と報じられた[3]。
- 1990年代後半、映像教材『速読英語ピックアップ法』シリーズを制作。
- ECC予備校[要出典]に勤務

### 教育事業「教師アカデミー」設立（2000年代 – ）
2000年、有限会社教師アカデミー（東京都板橋区）を設立し、学校向け研修や教材開発コンサルティングを開始。  
- 小中高教員向け速読講座の年間参加者は2024年度で延べ5,000人[5]。

## 教育法・評価
滝山の「ピックアップ方式速読法」は、英文を節ごとにスラッシュで区切り主要語をピックアップしながら読む訓練を行う点に特徴がある。教育評論家の佐藤真一は「文構造の可視化により初学者でも長文読解のハードルを下げた」と評している。

## 著書
- 『英語長文の完全征服』ナガセ、1991年。ISBN 978-4-931256-08-8[2]。
- 『実践英作文』（山口書店）
- 『滝山敏郎の入試英語に強くなる実況放送上下巻』（東進ブックス）
- 『滝山敏郎の入試英語ココから出る語法・イディオム・構文』（栄光）